# Tramwaje w Bartlesville
Tramwaje w Bartlesville − zlikwidowany system komunikacji tramwajowej w Bartlesville w Stanach Zjednoczonych, działający w latach 1908−1920.

## Historia
Tramwaje w Bartlesville uruchomiono 14 lipca 1908, były to tramwaje elektryczne. Linia tramwajowa o długości 16 km połączyła Tuxedo i Dewey. Planowano także budowę linii do Nowata, jednak tej linii nie zbudowano. System tramwajowy w Bartlesville zlikwidowano 15 lipca 1920. Szerokość toru na linii wynosiła 1435 mm.